# Hollau (Gemeinde Altaussee)
Hollau ist ein Ort im Ausseerland des Salzkammerguts in der Steiermark und gehört zur Gemeinde Altaussee im Bezirk Liezen.

## Geographie
Hollau befindet sich gut 35 Kilometer westlich von Liezen, halbwegs zwischen Bad Aussee und Altaussee, 1½ km südlich vom Gemeindehauptort. 
Die Rotte liegt linksufrig an der Altausseer Traun, auf um die 690 m ü. A. Höhe. Sie umfasst die Ortslagen entlang der Altausseer Straße (L702), vom Traunwirt über Im Gaben bis zur Badausseer Gemeindegrenze bei Praunfalk.
| Puchen                    | Arzleiten                                   | Platten                       |
| Wimm                      | Kompassrose, die auf Nachbargemeinden zeigt |                               |
| Reitern (Gem. Bad Aussee) | Wald Praunfalk (beide Gem. Bad Aussee)      | Obertressen (Gem. Bad Aussee) |

## Geschichte und Infrastruktur
Hier befand sich – an der heutigen Gemeindegrenze – die alte Solestube der Saline Bad Aussee, in der Sole aus dem Ausseer Salzberg entlang der Leitung zwischengespeichert wurde.
Die alte Straße nach Altaussee führte früher nur über Obertressen, dann gab es auch eine vom Markt über das heutige Praunfalk und den Grabenbühel, sie wurde erst im späteren 19. Jahrhundert entlang der Traun trassiert. Sonst war zu der Zeit das Trauntal hier gänzlich unbesiedelt.
Der Ortsname Hollau erscheint erst im 20. Jahrhundert  auf amtlichen Karten, während Im Graben ein sehr alter Name sein dürfte.
Das Roseggerheim war vor und bis in den Krieg ein Jugendheim.

## Nachweise
- 61215 – Altaussee. Gemeindedaten der Statistik Austria

1. 1 2  Franziszäischer Kataster 1820–1841 (Layer online bei STMGIS: Bildung & Kultur).